# راي براون (ملحن)
راي براون (بالإنجليزية: Ray Brown )‏ (و. 1926 – 2002 م) هو ملحن، وعازف جاز، وموسيقي، وعازف بيس أمريكي، ولد في بيتسبرغ، توفي في إنديانابوليس، عن عمر يناهز 76 عاماً.

## التعليم
تعلم في ثانوية شنلي ‏.

## جوائز
حصل على جوائز منها:
- جائزة بيرد  [لغات أخرى]‏.

## وصلات خارجية
- راي براون على موقع IMDb (الإنجليزية)
- راي براون على موقع الموسوعة البريطانية (الإنجليزية)
- راي براون على موقع ميوزك برينز (الإنجليزية)
- راي براون على موقع أول ميوزيك (الإنجليزية)
- راي براون على موقع ديسكوغز (الإنجليزية)

- راي براون في قاعدة بيانات الأفلام على الإنترنت